# 月寒あんぱん
月寒あんぱん（つきさむあんぱん）は、北海道札幌市豊平区月寒東の株式会社ほんまが製造販売している小豆のこしあんを用いた半生菓子（あんパンの一種）である。

## 歴史
1874年（明治7年）、旧陸軍歩兵第25連隊内で菓子販売を行っていた大沼甚三郎が考案したとされている。
大沼の考案した「月寒あんぱん」は月寒地区の名物となり、一時は10軒ほどの製造者があったという。1906年に創業し現在も製造を続ける株式会社ほんまの創業者本間与三郎もその中の1軒であった。
1911年（明治44年）、豊平区にあった町役場が月寒に移転したため、平岸地区の人が役場の連絡道となる新しい道路を要望すると、歩兵第25連隊が応じ、国道36号の月寒中央7丁目から国道453号の平岸小学校まで全長2.6キロメートルを約4ヶ月で造りあげた。この際、間食として当時7軒ほどの菓子店から月寒あんぱんが配られたことから、この道路はアンパン道路と呼ばれるようになった。
太平洋戦争に伴う物資不足により菓子店は休業に追い込まれ、月寒あんぱんの生産も一時は途絶えた。戦後、ほんま1軒のみが製造を再開、2006年に創業100年を迎えた後も製造が続けられている。

## 製品
一般的に発売されているあんパン（餡入りのパン）ではなく、月餅に近い。生地には卵も多めに使われている。水分が控えめで、しっかりした密度の高い仕上がりになっており、一般的なあんパンと比較して保存が利く（賞味期限が製造から1ヶ月）といった特長がある。

### バリエーション
- 月寒あんぱん（こしあん） - 北海道産の小豆を100%使用。
  - かぼちゃあん
  - 黒糖あん
  - 抹茶あん
- 月寒あんぱんスティック（こしあん） - 2010年5月に販売された棒状のもの。
  - メロン味
- 100年前月寒あんぱん - 創業のきっかけとなったものの復刻版。上記の月寒あんぱんとは全く違う。本店でしか味わえない。
- 抹茶あん、黒胡麻あん味- 2010年10月1日から発売された新しい定番商品。